# Faronta tenebrifera
Faronta tenebrifera är en fjärilsart som beskrevs av Walker 1856. Faronta tenebrifera ingår i släktet Faronta och familjen nattflyn. Inga underarter finns listade i Catalogue of Life.